# بونغا سيترا ليستاري
بونغا سيترا ليستاري (بالإندونيسية: Bunga Citra Lestari)‏ هي ممثلة ومغنية إندونيسية.

## روابط خارجية
- بونغا سيترا ليستاري على موقع IMDb (الإنجليزية)
- بونغا سيترا ليستاري على موقع ميوزك برينز (الإنجليزية)
- بونغا سيترا ليستاري على موقع ديسكوغز (الإنجليزية)
- بونغا سيترا ليستاري على موقع قاعدة بيانات الفيلم (الإنجليزية)
- بونغا سيترا ليستاري على موقع كينوبويسك (الروسية)